# Seznam výrobců hardwaru
Toto je seznam výrobců jednotlivých částí hardwaru počítačů.

## Počítačové skříně
- Akasa
- Antec
- AOpen
- APEVIA
- AplusCase
- Arctic Cooling
- Ark Technology Inc.
- AeroCool
- ASUS
- Athena Power
- Athenatech U.S.A. Inc.
- ATOP Technology
- Auzentech
- BeQuiet!
- Chassis Plans
- Chieftec
- Circle
- Compucase
- Cooler Master
- DFI
- Dynapower USA
- ECS
- Enermax
- EuroCase
- Foxconn
- Gigabyte
- GMC
- G-view
- HEC Compucase
- HIPER
- Iball
- I-Star Computer Co. Ltd
- In Win
- Intel
- Intex
- Jeantech
- JPAC COMPUTER
- Kobian Pte. Ltd. (obchodní značka Mercury)
- Lian Li
- Linkworld
- Logisys Computer
- Maxcube
- NZXT
- IXIUM
- RAIDMax
- Rosewill
- Scythe
- Sigma Product
- SilverStone Technology
- Sunbeam Tech
- Supermicro
- Thermaltake
- TUNIQ
- Ultra Products
- XClio
- Zalman
- Zebronics

## Jednotkyoptických disků
- AOpen
- ASUS
- HP
- Imation
- Iomega
- Mitsumi
- Moser Baer
- Panasonic
- Pioneer
- Plextor
- TEAC
- Rosewill
- Hitachi-LG Electronics (divize Data Storage, HLDS)
- Philips-Lite-On (divize Digital Solutions, PLDS, před akvizicí spol. BenQ)
- Sony-NEC (divize Sony NEC Optiarc)
- Toshiba-Samsung (divize Storage Technology, TSST)

## Centrální procesorové jednotky (CPU)
- Advanced Micro Devices
- Via (divize Centaur Technology)
- Freescale
- IBM
- Intel
- Marvell
- Sun
- TI
- Transmeta

## Diskové řadiče, rozšiřující karty proRAID
- 3ware
- ACCUSYS
- Adaptec
- Addonics Technologies
- Areca
- ATTO Technology
- HP
- HighPoint Technologies
- Intel
- Koutech
- LSI Corporation
- Norco Technologies Inc.
- PNY Technologies Inc.
- PPA International
- Promise Technology
- Rosewill
- SANS DIGITAL
- SIIG Inc
- Sonnet Technologies
- STARTECH
- Supermicro
- Syba
- Tekram

## Rozhraní digitálního videa
- 3M
- Apple
- Acer
- AG Neovo
- AOC Monitors
- ASUS
- AU Optronics
- BenQ
- BTC Korea Co., Ltd. (obchodní značka NFren)
- Chassis Plans
- Chi Mei
- COMPAQ
- Dell
- DoubleSight
- Eizo
- Gateway
- Hanns-G
- HP
- Hyundai
- IC Power
- iZ3D
- LaCie
- LG
- NEC
- Philips
- Planar Systems
- Samsung
- Sceptre Incorporated
- Sharp
- Shuttle Inc.
- Sony
- Taiwan Video and Monitor Corporation or TVM
- Tatung Company
- VIEWERA
- ViewSonic
- Westinghouse Digital Electronics
- Zalman

## JednotkyUSB flash disk
- A-DATA
- Aigo
- Apacer
- Centon Electronics Inc.
- Corsair Memory
- Crucial Technology
- Emtec
- HP
- Iball
- Imation
- IronKey
- KingMax
- Kingston Technology
- Konami (používaná exkluzivně pro PlayStation 2)
- Lexar
- MXI Security
- Netac
- OCZ
- ORCHID
- Patriot Memory
- PNY
- PQI
- Quantum
- RITEK
- Samsung
- SanDisk
- Seagate
- Silicon Power
- SENSEI
- Sony
- Super Talent
- Team Group Inc.
- Toshiba
- Transcend
- TREK
- TwinMOS
- Umax
- Verbatim
- VERICO

## Grafické karty
- 3dfx
- Universal abit
- Albatron (Legacy PCI)
- AOpen
- Asus
- ATI
- BFG
- Buffalo Inc.
- Biostar
- Chaintech
- Club 3D
- Colorful
- Connect Components Ltd.
- Diamond Multimedia
- ELSA Technology Inc
- ECS
- eVGA
- EPoX
- Foxconn
- Gainward
- Galaxy Technology
- Gigabyte
- GraphicTech
- Hercules Guillemot
- HighTech Information System
- Info-Tek Corp.
- Inno3D
- Jaton Corporation
- Jetway
- Leadtek
- Matrox
- MSI
- Palit
- PNY
- Point of View
- PowerColor
- S3 Graphics
- Sapphire Technology
- Sensoray
- SPARKLE
- TYAN Computer
- Transcend
- Triplex REDai
- Tul / PowerColor Corporation
- Viking Interworks
- VisionTek
- Wistron Corporation
- XFX
- Xinhua Graphics
- YUAN
- Zotac

## Grafické procesorové jednotky (GPU)
- AMD (divize ATI Technologies)
- Matrox Graphics
- Nvidia
- S3 Graphics
- Trident Microsystems
- Via (divize S3 Graphics)
- Intel
- SiS
- PowerVR

## Pevné disky(harddisky, HDD)
- Hitachi Global Storage Technologies
- Maxtor
- Samsung
- Seagate Technology
- Toshiba
- Western Digital

Důsledkem akvizic v minulých letech zůstal pouze duopol Seagate Technology vs. Western Digital.

## Počítačové klávesnice
- A4Tech
- Adesso
- Alps
- APEVIA
- ATOP Technology
- BTC
- Bytecc
- Chassis Plans
- Cherry
- Chester Creek Technologies
- Chicony Electronics
- Creative
- DCT Factory, Inc.
- Enermax
- Farassoo
- Fujitsu - Siemens
- Gear Head
- Genius
- HIPER
- i-rocks
- Iball
- Intex
- Ideazon
- IOGEAR
- Kensington Computer Products Group
- Key Tronic
- KeyScan
- Labtec
- Linkworld Electronics
- Lite-On
- Logisys Computer
- Logitech
- Macally (společnost)
- Micro Innovations
- Microsoft
- Mitsumi
- Nan Tan Computer or NTC
- NMEDIAPC
- OCZ Technology
- Qumax
- Razer
- Rosewill
- Saitek
- Samsung
- SolidTek
- Spec Research
- SteelSeries
- Syba
- Targus
- Thermaltake
- Trust
- TVS Electronics
- Wolfking
- a „bezejmenné“ (NO NAME) čínské společnosti

## Počítačové reproduktory
- Altec Lansing
- AudioEngine
- Auzentech
- Behringer
- Bose Corporation
- Creative Technology
- Cyber Acoustics
- EAGLE TECH
- Edifier
- farassoo
- Genius
- Harman International Industries (divize Harman Kardon,JBL)
- Klipsch
- Logisys Computer
- Logitech
- M-AUDIO
- Kobian Pte Ltd. (Mercury)
- Midiland
- Micro Innovations
- PhoenixGold
- Plantronics
- Razer USA
- Shuttle Inc.
- Spec-Research
- Syba
- Trust
- Yamaha
- Zebronics

## Počítačové myši
- 3D Connexion
- A4Tech
- Adesso
- APEVIA
- ATOP Technology
- Belkin
- Behavior Tech Computer
- Chester Creek Technologies
- Compucase
- Creative Technology
- DCT Factory, Inc.
- EmergeTech
- Evoluent
- Farassoo
- Fellowes, Inc.
- Flextronics (pro Microsoft)
- Gear Head
- Hewlett-Packard
- Iball
- i-rocks
- Ideazon
- IOGEAR
- Kensington Computer Products Group
- Key Tronic
- Kingwin Inc.
- Labtec
- Linkworld Electronics
- Lite-On
- Logisys Computer
- Logitech
- Micro Innovations
- Microsoft
- Mikomi
- Mitsumi
- Newton Peripherals
- NMEDIAPC
- NZXT
- OCZ Technology
- QUMAX CORPORATION
- Razer
- Rosewill
- Saitek
- SilverStone Technology
- SolidTek
- Sony
- Spec Research
- SteelSeries
- Syba
- Targus
- Total Micro Technologies
- Trust
- Verbatim Corporation
- Wolfking
- Zalman Tech

## Modemy
- 3Com
- Airties
- Aopen
- Agere (dříve Lucent)
- D-Link
- FILEMATE
- Huawei
- Linksys
- Motorola
- Netopia
- Rosewill
- TRENDnet
- U.S. Robotics
- Zonet Technologies, Inc.
- Zoom Technologies
- ZyXEL

## Základní desky
- Acer Inc.
- Albatron
- AOpen
- Arima Computer Corporation (Flextronics)
- ASUS
- ASRock
- Advansus (průmyslové motherboardy)
- BFG Technologies
- Biostar
- Chassis Plans
- Chaintech (zaniklá)
- DFI
- Elitegroup Computer Systems (též PCChips)
- EMAXX
- EPoX
- eVGA
- First International Computer
- Foxconn
- Gigabyte Technology
- Gumstix
- Intel
- IWill
- Jetway
- Lanner Inc (průmyslové motherboardy)
- Leadtek
- Manli
- Magic-Pro
- Kobian Pte Ltd. (Mercury)
- MSI (Micro-Star International)
- Palit add page
- PCP
- PNY Technologies
- Powercolor
- Quanmax
- Sapphire Technology
- Shuttle Inc.
- Soyo Group Inc
- Supermicro
- Tyan
- Universal abit (dříve ABIT)
- VIA Technologies
- Vigor Gaming
- XFX
- Zebronics
- Zotac

### Čipsetypro základní desky
- Intel
- Advanced Micro Devices (AMD)
- nVidia
- VIA Technologies
- Silicon Integrated Systems
- ULi (dříve ALi)

## Síťové karty
- Atheros
- Aztech
- 3Com
- Bigfoot Networks
- Belkin
- Cisco
- CNet
- D-Link
- EdiMax
- Hawking Technology
- Intel
- Linksys
- Netgear
- Raza Microelectronics (RMI)
- Rosewill
- SMC Networks
- STARTECH
- TRENDnet
- Zonet Technologies, Inc.
- Zoom Technologies

## Čipsety pro síťové karty
- Broadcom
- Realtek
- VIA Technologies
- Intel
- Marvell Technology Group

## Zdroje(Power supply units, PSU)
- AeroCool
- Akasa
- Antec
- APEVIA
- Athena Power
- Athenatech U.S.A. Inc.
- ATOP Technology
- BFG Technologies
- BGears
- Broadway Com Corp
- Channel Well Technology
- Chieftec
- Codegen Technology
- Compucase
- Cooltek
- Cooler Master
- Corsair Memory
- DEER
- Dynapower USA
- EAGLE TECH
- Enermax
- ETASIS Electronics
- E-POWER
- Foxconn
- FSP Group (obchodní značka Fortron Source)
- Gigabyte Technology
- GreatWall
- HEC Compucase
- Hiper
- Hipro Technology Inc.
- Huntkey
- Iball
- In Win
- I-Star Computer Co. Ltd
- Jeantech
- Kingwin Inc.
- Koolance
- LC-Power
- Lian-Li
- linkworld
- Mushkin
- NesteQ
- Nexus
- NZXT
- OCZ Technology
- PC Power and Cooling
- Powersafe
- Raidmax
- Rosewill
- Seasonic
- Seventeam
- Sharkoon
- Sigma Product
- SilverStone
- Sparkle Power Inc.
- Spec-Research
- STARTECH
- Tacens
- Tagan Technology
- Thermaltake
- TOPOWER
- Trust
- Tuncmatik
- TUNIQ
- Vantec
- VisionTek
- Winsis
- XClio
- XIGMATEK
- Xilence
- Zalman
- Zebronics (Infotronix)

## Tiskárny
- Brother
- Canon
- Olivetti
- Epson
- HP
- Lenovo
- Lexmark
- OKI
- Panasonic
- PENTAX
- Planon
- Dell
- Ricoh
- Samsung
- Kodak
- Konica Minolta
- Kyocera
- Xerox
- TVS Electronics
- WeP

## Paměťové moduly
- Om Nanotech
- A-Data
- Adtec
- Aeneon
- All Components, Inc.
- Apacer
- Asus
- ATP
- Bit4Ram
- Buffalo Technology
- Century
- CEON
- CFD
- Centon Electronics
- Corsair Memory
- DataRam
- Dynet
- Edge
- Elixir
- Eudar
- Fujitsu
- GEIL
- Greenhouse
- G.Skill
- HP
- Hyundai
- IBM
- Infineon
- IO-DATA
- Itaucom
- K-Byte
- Kingmax
- Kingston Technology
- Kreton
- Kyocera
- Lenovo
- Lifetime Memory Products, Inc.
- MemoryTen
- Micron Technology (řada Crucial Technology)
- Mushkin
- NCP
- Novatech Solutions
- OCZ Technology
- Patriot Memory
- PNY
- PowerChip
- PQI
- ProMos
- Rambus
- Ramtron International
- Raxmaxel
- Rendition
- Renesas Technology
- Samsung Electronics
- Shikatronics
- Simpletech
- Smart Modular
- Sony
- Spec Tek
- Super Talent
- SupremeTop
- Swissbit
- SyncMAx
- TECHWORKS
- Toshiba
- Transcend
- Tyan
- TwinMos
- V-DATA
- Ventura Technology Group
- Viking InterWorks
- Chaintech
- Wintec Industries
- Zion

### Specialisté naDRAMmoduly
- Elpida Memory
- Hynix
- Mosel Vitelic Corporation
- Mushkin
- Nanya
- Qimonda (dříve Infineon)
- TRANSCEND
- Winbond
- Kingston

## Solid-state drive(SSD)
- A-Data
- BiTMICRO
- Corsair Memory
- Fusion io
- HyperOS Systems
- Intel
- Kingston Technology
- Lexar
- Memoright
- Micron Technology
- Mtron
- OCZ Technology
- Patriot Memory
- PNY Technologies
- PQI
- Ridata
- RITEK
- Samsung Electronics
- SanDisk
- STEC, Inc.
- Super Talent
- Transcend

## Skenery
- Canon
- Seiko Epson
- Fujitsu
- HP
- Lexmark
- KeyScan
- Kodak
- Microtek
- Mustek Systems
- Panasonic
- Plustek
- Primax
- Ricoh
- Umax
- Visioneer
- XEROX

## Zvukové karty
- Alpha and Omega Computer Corporation
- ASUS
- Auzentech
- BGears
- Diamond Multimedia
- C-Media
- Creative Technology
- E-MU Systems
- GWC Technology Inc.
- HT Omega
- M-Audio
- PPA International
- PreSonus Audio
- Razer
- RME
- Sabrent
- SIIG, Inc.
- SoundMAX
- STARTECH
- Syba
- TerraTec
- Turtle Beach
- VIA Technologies
- Gadget Labs Inc.

## Televizní karty
- ASUS
- AutumnWave
- AVerMedia Technologies
- Diamond Multimedia
- DViCO Inc.
- Elgato
- eVGA
- Hauppauge Computer Works
- TerraTec
- TechnoTrend AG
- KWorld
- Leadtek
- LifeView
- Micro-Star International
- Pinnacle Systems
- Plextor
- Powercolor
- Prolink Microsystems
- Sabrent
- SiliconDust
- VisionTek

## Webkamery
- Behavior Tech Computer
- Creative Technology
- Gear Head
- Genius
- iMicro
- Intel
- Labtec
- Lenovo
- Logitech
- Micro Innovations
- Microsoft
- Philips
- QUMAX CORPORATION
- Rosewill
- Sabrent
- Syba
- Trust
- Zonet Technologies, Inc.

## Ostatní produkty
Seznam výrobců ostatních produktů:
- SUZUKI TECHNOLOGY PTE LTD